# Піонерний організм
Піонерний організм, також відомий як таксон катастрофи, — це організм, який населяє регіон після (короткочасного) стихійного лиха, масового вимирання чи будь-якої іншої події, яка знищила більшість життя в цій місцевості.

## Природна катастрофа
Після стихійного лиха звичайними піонерними організмами є лишайники та водорості. Мохи зазвичай слідують за лишайниками в колонізації, але не можуть служити піонерними організмами. Зазвичай першопрохідні організми мають перевагу в залежності від температур, у яких вони знаходяться. Лишайники більше схильні перебувати в регіонах з більшою кількістю опадів, тоді як водорості та мохи віддають перевагу регіонам з більшою вологістю.
Організми-піонери змінюють своє середовище та встановлюють умови, які сприяють пристосуванню до інших організмів. В залежності від обставин піонерними можна вважати різні організми. Птахи зазвичай першими заселяють новостворені острови, а насіння, як-от кокосовий горіх, може бути першим, що прибуває на безплідний ґрунт.

## Масові вимирання
Оскільки роздільна здатність літопису скам'янілостей досить низька, піонерні організми часто визначають як ті, що жили протягом сотень, тисяч або мільйонів років після події вимирання. Наприклад, після пермсько-тріасового вимирання 252 мільйони років тому Lystrosaurus, травоїдний терапсид, вважався таксоном катастрофи.